# Шадомля
Шадомля — река в России, протекает по Мошенскому району Новгородской области. Устье реки находится в 0,1 км по правому берегу реки Великая. Длина реки составляет 15 км, площадь водосборного бассейна — 79,8 км². Примерно в полутора километрах от устья ширина реки — 20 метров, глубина — 1 метр. Высота устья — 160,5 м над уровнем моря.
После пересечения с дорогой Р8 Боровичи — Пестово и до деревни Ефремово участок реки длиной примерно 3 километра имеет русло, теряющееся в болоте.
Река протекает через территорию Долговского сельского поселения. На берегах реки стоят деревни Ефремово и Угол.

## Данные водного реестра
По данным государственного водного реестра России относится к Верхневолжскому бассейновому округу, водохозяйственный участок реки — Молога от истока и до устья, речной подбассейн реки — Реки бассейна Рыбинского водохранилища. Речной бассейн реки — (Верхняя) Волга до Куйбышевского водохранилища (без бассейна Оки).
Код объекта в государственном водном реестре — 08010200112110000006627.